# شاپرز دراگ مارت

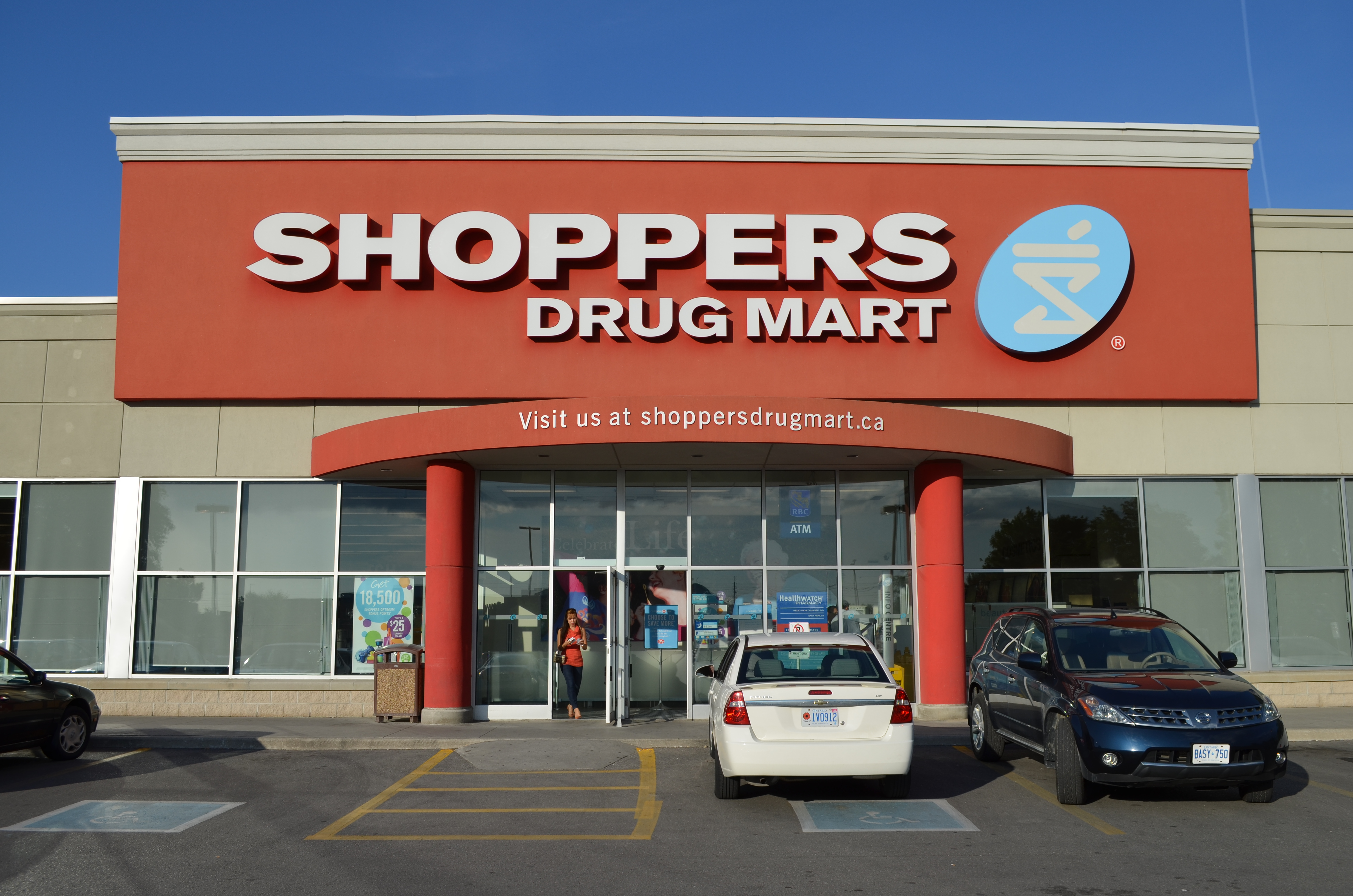
شعبه‌ای از داروخانه‌های شاپرز دراگ مارت در تورن‌هیل

شاپرز دراگ مارت (به انگلیسی: Shoppers Drug Mart) بزرگترین شرکت داروخانه‌های زنجیره‌ای کانادایی است، که دفتر مرکزی آن در شهر تورنتو، انتاریو قرار دارد. این شرکت دارای ۱٫۲۴۱ شعبه فروش دارو و محصولات بهداشت و سلامت می‌باشد.
شرکت شاپرز دراگ مارت در سال ۱۹۶۲ توسط مورای کوفلر تأسیس شد، که اکثریت سهام آن کماکان در اختیار خانواده کوفلر قرار دارد و در حال حاضر دارای شعبه‌های فروش دارو با برند سوپر-فارم در کشورهای اسرائیل، لهستان و چین می‌باشد. بخشی از سهام این شرکت در بازار بورس تورنتو معامله می‌شود.